# Hermes Camelo
Ernesto Adrián Ramírez Camelo (Villavicencio, Meta, 12 de marzo de 1950) es un actor, locutor, y actor de doblaje colombiano, reconocido por figurar en producciones de televisión de su país como El man es Germán, El cartel de los sapos y A corazón abierto y por realizar el doblaje de la voz del personaje Makoto Shishio en la serie Samurai X y la de destacados actores como Robert De Niro, Michael Caine y Danny Trejo.

## Carrera
Reconocido principalmente como actor de voz, locutor y doblador, Camelo ha participado en varias producciones para televisión y teatro en Colombia. Participó en radionovelas y producciones televisivas en las décadas de 1970 y 1980 como Embrujo verde, La abuela y Bolívar, el hombre de las dificultades.
En 2005 personificó al sacerdote Matamoros en Por amor a Gloria. Acto seguido, interpretó el papel de Edmungo Gonzaga en Nuevo rico, nuevo pobre y el de Roque en La dama de Troya. Otras producciones notables en su filmografía incluyen El cartel de los sapos (2008), Doña Bárbara (2008), La pasión de Gabriel (2008), A corazón abierto (2010), El man es Germán (2010), Los canarios (2011), El patrón del mal (2012), Sala de urgencias (2015) y Alias J.J. (2017).

## Filmografía

### Televisión
- 1977 - Embrujo verde
- 1979 - La abuela
- 1979 - Bolívar, el hombre de las dificultades
- 1999 - Francisco el matemático - Pedro Salcedo
- 2003 - Pandillas, guerra y paz - Rector del Colegio
- 2005 - Por amor a Gloria
- 2006 - Sin tetas no hay paraíso
- 2006 - La diva
- 2007 - Nuevo rico, nuevo pobre - Edmundo Gonzaga
- 2008 - La dama de Troya
- 2008 - El cartel de los sapos
- 2008 - Doña Bárbara - José Tangredo "Chepo"
- 2008 - El ultimo matrimonio feliz - Eusebio Beltrán (Actuación especial)
- 2008 - Aquí no hay quién viva - Manchola (Ep: Érase un premio 1 y 2)
- 2010 - A corazón abierto
- 2010 - El cartel 2
- 2010–2012 - El man es Germán - Don Pocho Matamoros
- 2011 - Mujeres al límite
- 2011 - Infiltrados
- 2011 - Los canarios
- 2012 - Escobar, el patrón del mal - José Santacruz Londoño
- 2013 - La selección - Leonardo Villegas
- 2013 - Tres Caínes
- 2013 - La Madame
- 2013 - Alias el Mexicano
- 2014 - La playita - Funcionario de la DIAN
- 2014 - El corazón del océano
- 2015 - Sala de urgencias
- 2017 - Sobreviviendo a Escobar, alias JJ
- 2019 - Enfermeras
- 2019 - Relatos Retorcidos: Los Secretos del Panóptico
- 2021 - Emma Reyes, la huella de la infancia[6]

### Cine
- 1984 - Caín
- 2008 - La pasión de Gabriel
- 2010 - Los atrapasueños
- 2015 - La semilla del silencio
- 2017 - El caso Watson
- 2023 - Itzia, tango y cacao[7]

### Doblaje
- 2024–presente - Piedra, Papel, Tijera  - Lou Zer